# Flavius Taurus Clementinus Armonius Clementinus
Flavius Taurus Clementinus Armonius Clementinus war ein spätantiker oströmischer Beamter und Senator Anfang des 6. Jahrhunderts.
Ein Konsulardiptychon von Clementinus im World Museum Liverpool zeigt seine Titel und Ämter. Clementinus war vermutlich um 511, möglicherweise bis 513, comes sacrarum largitionum am Hof des Kaisers Anastasios I. Als solcher gehörte er auch zum obersten Staatsrat, dem consistorium des Anastasios. Im Jahr 513 bekleidete er das Konsulat. Er trug die Ehrentitel vir illustris und patricius sowie den Titel eines früheren Konsuls  (ex consule).
Er war Monophysit und unterstützte den Mönch Severus, den späteren Patriarchen von Antiochia, während dessen Aufenthalt in Konstantinopel von 508 bis 511. Im Jahr 511 nahm er an einem „Silentium“ teil, bei dem die Absetzung des Patriarchen Makedonios II. diskutiert wurde. Er war wahrscheinlich ein Nachkomme des Taurus, Konsul 428.